# نوكيا N85

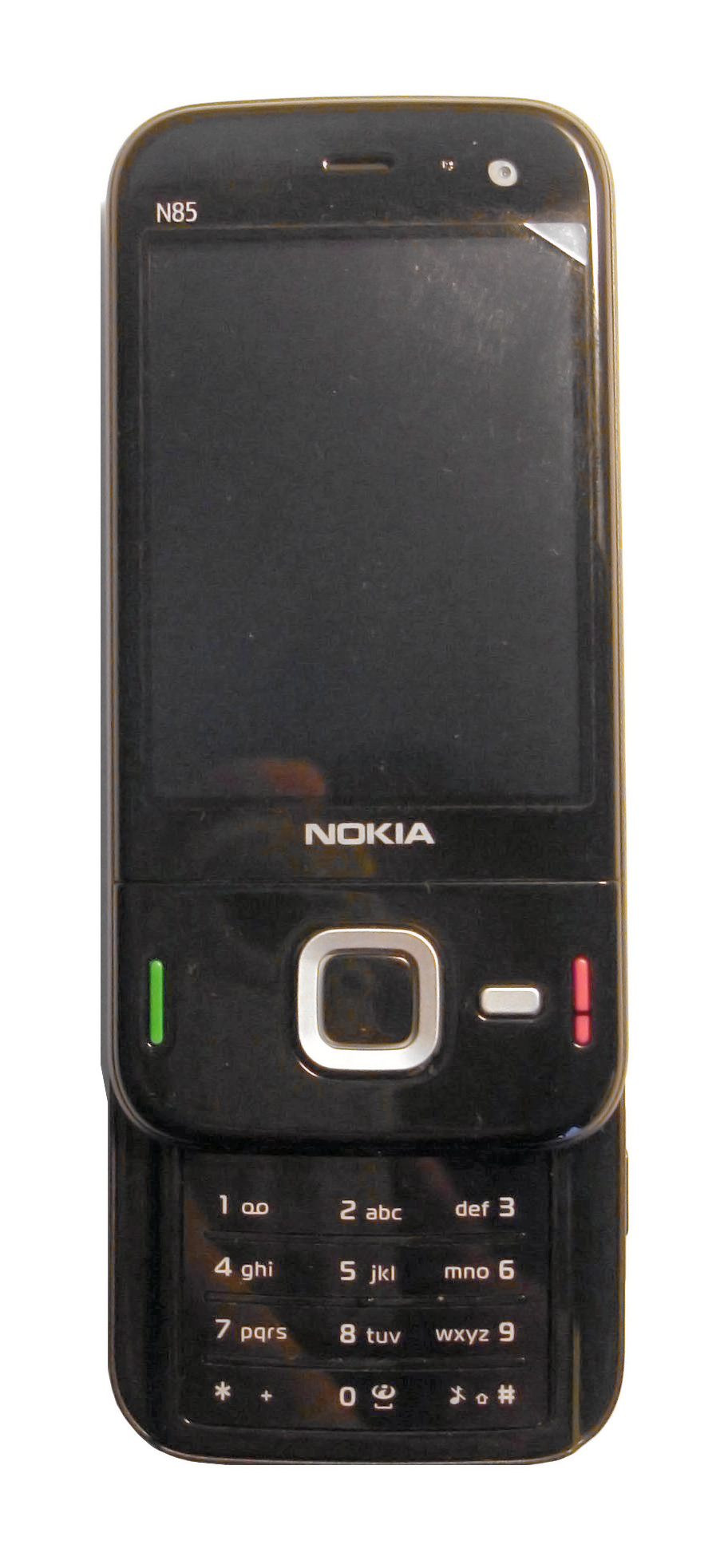
نوكيا N85

نوكيا N85 هو من احدث هاتف نوكيا ويندرج تحت تصنيف الهواتف المنزلقة slide باتجاهين اتجاه للوحة الأرقام واتجاه لأزرار تستخدم في التحكم بالموسيقى ولعب ألعاب Ngage والتنقل في العرض التلقائى سلايد شو Slide Show . يعمل الهاتف بنظام التشغيل المتطور Symbian OS 9.3, S60 بواجهة Fp2 مع مزايا الجيل الثالث وشاقة أنيقة بحجم 2.6 بوصة وكاميرا بدقة 5 ميجابكسل قابلة للتصوير صور ثابتة وفيديو بالإضافة لذاكرة خارجية كبيرة مساحة 8 جيجا تتسع لعشرات الآلاف من الملفات والبيانات بالإضافة لذاكرة داخلية 85 ميجا مع برنامج Ngage مثبت مسبقا و نظام التموضع العالمي مدمج وبلوتوث واتصال لا سلكي واي-فاي .

## ميزات الهاتف
- شاشة كبيرة من نوع OLED بحجم 2.6 بوصة تعرض 16 مليون لون
- كاميرا 5 ميجا بكسل عالية الدقة مع فلاش مزدوج وقوى مع غطاء حامى لها
- لعبة Ngage مجانية
- ذاكرة كبيرة 8 جيجا بايت
- راديو FM ستريو
- عجلة نافى للتنقل

يتوفر الهاتف بلون واحد فقط وهو اللون الأسود .

## عيوب الهاتف
- عدم وجود محرر نصوص كما كان الحال سابقا